# Park Narodowy W

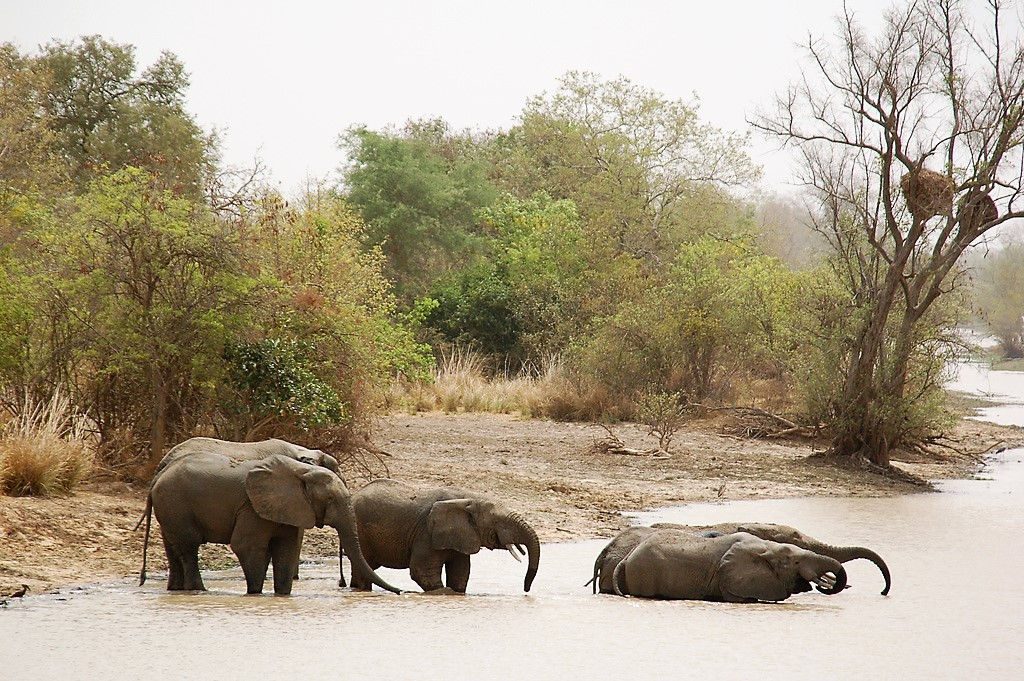
Słonie w Parku Narodowym W

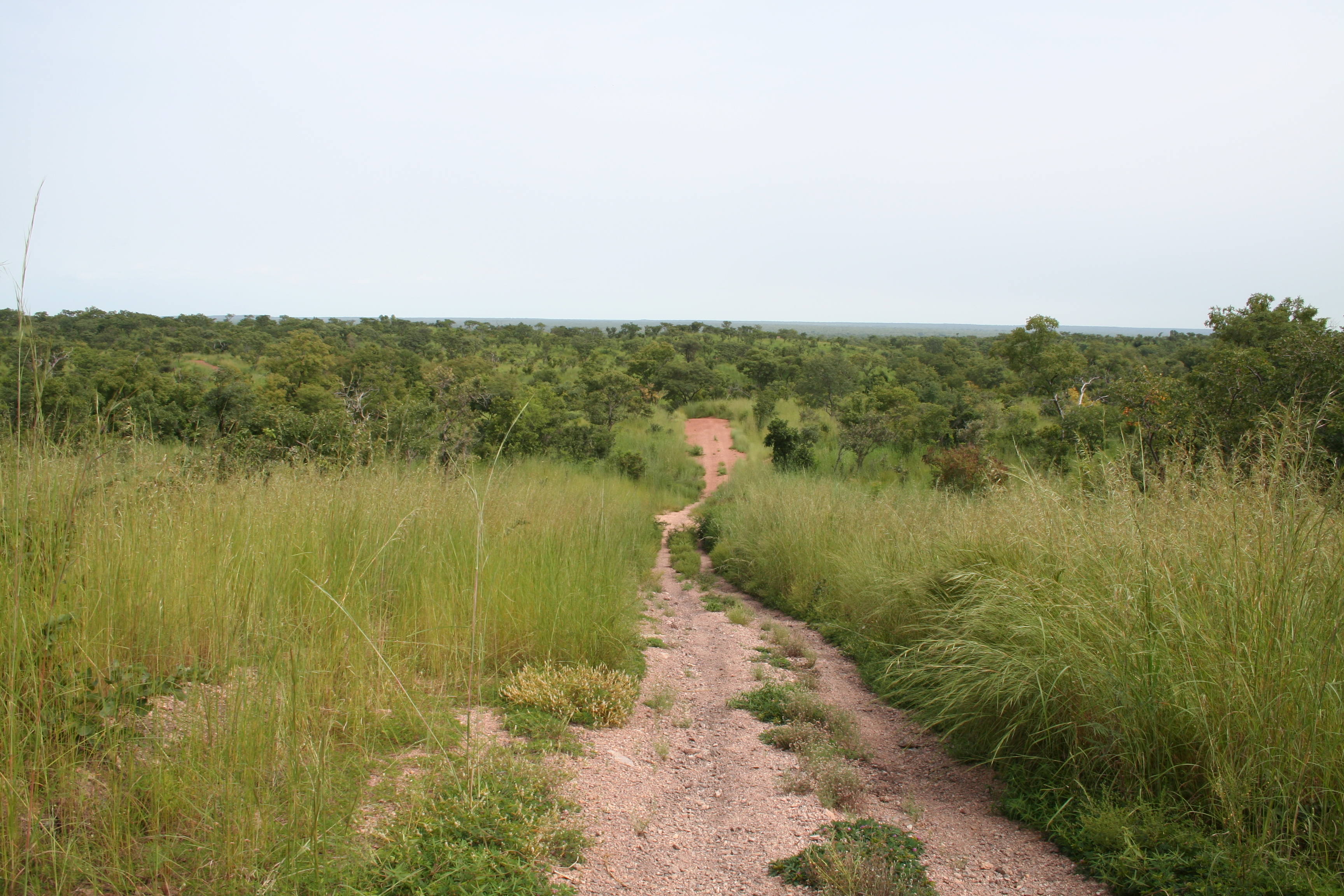
Krajobraz Parku

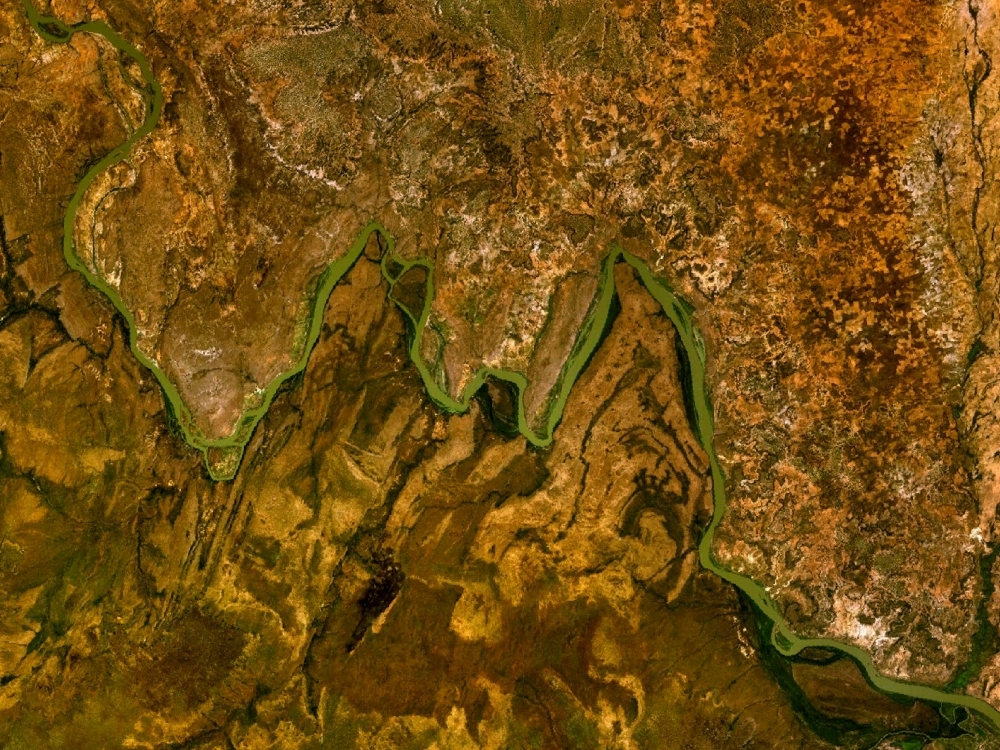
Zdjęcie satelitarne okolice Parku Narodowego W

Park Narodowy W (fr. Parc national du W) – park narodowy na granicy Nigru, Burkina Faso i Beninu, obejmujący meandrujący odcinek rzeki Niger. Nazwa parku nawiązuje do kształtu biegu rzeki, przypominającego literę W. Park zajmuje powierzchnię ok. 10 tys. km² i jest bardzo słabo zaludniony.
W parku znaleźć można licznych przedstawicieli dużych ssaków, m.in.: bawoły afrykańskie, gepardy, guźce zwyczajne, hipopotamy, karakale, lamparty, lwy, mrówniki, pawiany, serwale, słonie.
Park Narodowy W został utworzony 4 sierpnia 1954 r. W 1996 został wpisany na listę światowego dziedzictwa UNESCO, początkowo jako obiekt nigerski, a po rozszerzeniu w 2017 stanowi część burkińsko-benińsko-nigerskiego obiektu pod nazwą „Zespół W-Arly-Pendjari”.